# Bölény
A bölény (Bison) az emlősök (Mammalia) osztályának párosujjú patások (Artiodactyla) rendjébe, ezen belül a tülkösszarvúak (Bovidae) családjába és a tulokformák (Bovinae) alcsaládjába tartozó nem.

## A fajnév eredetéről
Pszeudo-Arisztotelész szerint (830a: 1) a bolinthosz (βολινθος) nevezetű jószág az ökörnél nagyobb, erősebb és szőrösebb, nyakán sörényt visel és a paionoi és a trák (pontosabban trák–szkíta) maidoi nemzetség lakóhelyét elválasztó Hészainosz nevű hegységben él. A paionok egykor a Vardar folyó környékén, a maidok pedig a Pirin-hegységben laktak. Az említett hegyek tehát a Vardar és a Sztruma folyó völgye között emelkedtek.
Pszeudo-Arisztotelész szerint paionoi neve (görögösen) monaiposz (μοναιπος) volt. Utóbb ezen nevet Arisztotelész Περι τα ζωα ιστοριων című munkájában (9: 45) kiigazította: bonaszosz (βονασος) stb.
A szóban forgó állat nevét Wilhelm Tomaschek többek között a magyar belény, bölöny szóval hozza kapcsolatba. Lenyesve a görögös bolinthosz kifejezés végéről a névszó (görögben kötelező) jelölését, valamint a théta segédhangzót – valóban –, a magyar bölény főnévhez hasonló, bolin alakú betűsort kapunk eredményül.
Czuczor Gergely és Fogarasi János szerint bölény szavunk „(…) Gyöke böl vagy běl az ideoda járásra vonatkozó bol gyökkel azonos, miszerint bölény am. bolygó, bolyongó. V. ö. BOL, gyök.”

## Megjelenése. felépítése
A mérsékelt öv legnagyobb szárazföldi emlősei, amelyek 3,5 méter hosszúságot és 1,86 méter magasságot érnek el. Testfelépítésük a szarvasmarháéhoz hasonló, a következő különbségekkel: a marjuk (válltájuk) jóval magasabb és púposan kiemelkedik; a homlokuk szélesebb; a szarvaik a fejeik elejéből indulnak ki, nem pedig a homlokcsont hátsó szögletéből, mint az a szarvasmarha és a bivaly szarvainál, aránylag kicsik, hengeresek, simák, ki- és fölfelé hajlóak; bojtban végződő farkuk rövid, vastag; szőrzetük puha, sűrű, a testük hátulsó felében rövid, sima, a homlokán, fején, nyakukon és marjaikon hosszú gubancos sörénnyé, az állukon pedig szakállá hosszabbodik; a színezetük barna, lábaik végei, valamint sörényeik sötétebbek, farkbojtjaik pedig barnásfekete.

## Rendszertani helyzete
A nem két élő és 9 fosszilis fajt tartalmaz:
- † amerikai ősbölény (Bison antiquus) Leidy, 1852[4]
- amerikai bölény (Bison bison) (Linnaeus, 1758) - típusfaj
- európai bölény (Bison bonasus) (Linnaeus, 1758)
- † Bison georgicus[5]
- † Bison hanaizumiensis[6][7][8]
- † hosszúszarvú bölény (Bison latifrons) Harlan, 1825[9]
- † Bison menneri[5]
- † Bison occidentalis Lucas, 1898 [10]
- † Bison palaeosinensis
- † sztyeppei bölény (Bison priscus) Bojanus, 1827[11]
- † Bison schoetensacki

## Az ismertebb fajokról röviden
Két ma élő faja, az európai bölény (Bison bonasus) és az amerikai bölény (Bison bison) igen közel áll egymáshoz.

### Európai bölény

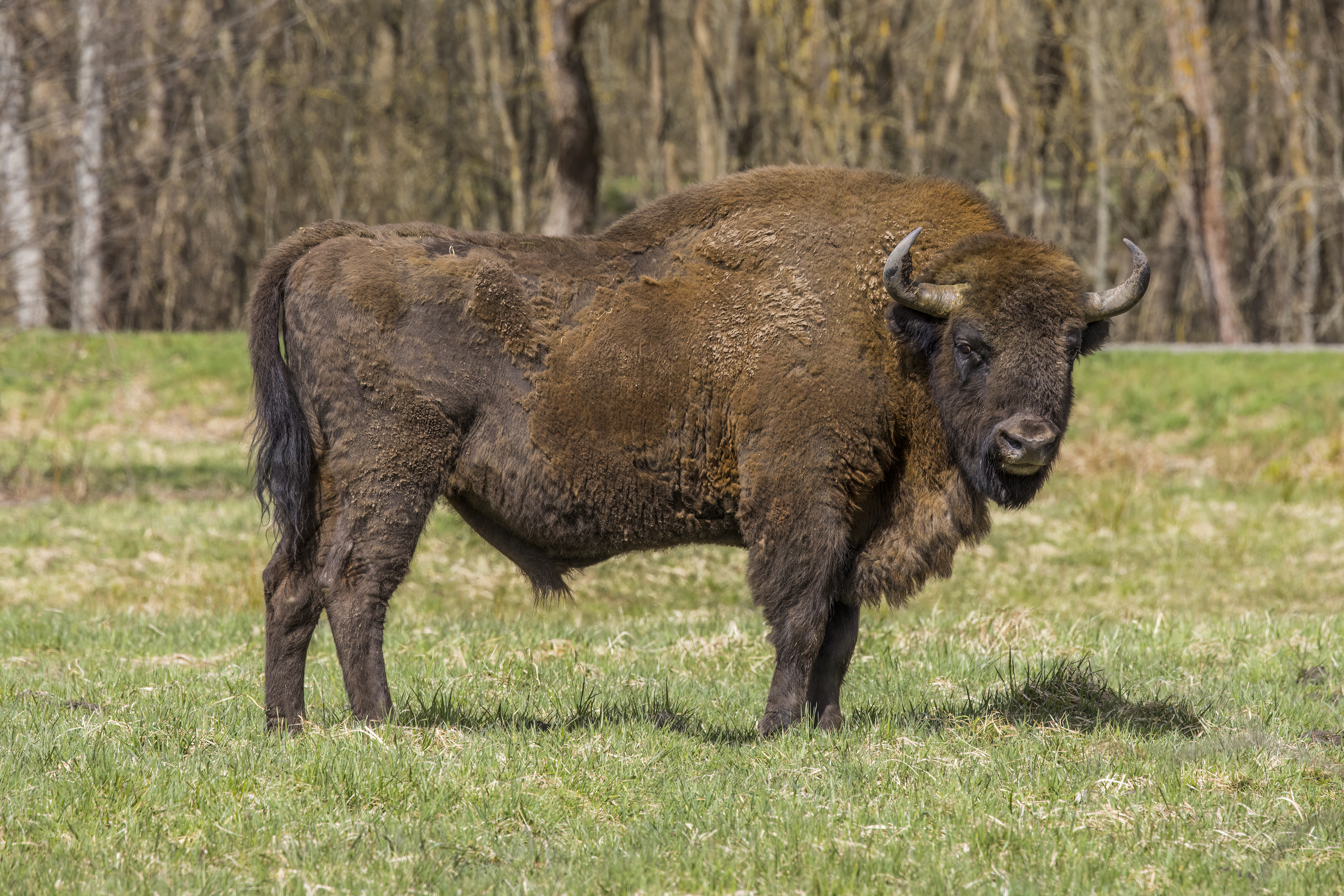
Európai bika

Az európai bölényt egész a legújabb időig sokszor összetévesztették a vad őstulokkal (Bos primigenius), amely az ókorban és középkorban szintén élt még Közép-Európában, és a szarvasmarha ősének tekintették. Az európai bölény a középkorban még gyakori volt Európa erdeiben. A középkori Magyarországon gyakori vad volt, amit bizonyítanak a bölény összetételű helynevek és a korabeli krónikák is. 
Európa legnagyobb részén az újkorban vadászták le; 1735-ben a Bakony vadjai között még említik. A Kárpát-medencében az utolsó példányt 1762-ben ejtették el a borgói havasokban. Az utolsó vadon élő európai bölényt 1927-ben lőtték le a Szovjetunióban. Ekkorra csupán 50 egyed maradt különböző állatkertekben. 1951-ben, Lengyelországban kezdték visszatelepíteni őket a vadonba – valamennyi, ma vadon élő bölény őse az akkor visszatelepített 12 példány. Ma Lengyelország, Oroszország, Fehéroroszország, Litvánia, Ukrajna és Kirgizisztán természetvédelmi területein mintegy 3000 példány él vadon. Ezek a beltenyészet miatt igen hajlamosak a betegségekre.

### Sztyeppei bölény
A sztyeppei bölény a mai Eurázsia és Észak-Amerika füves pusztáinak egykori lakója volt, a középső pleisztocén és a középső holocén korszakok között, azaz 1,8 millió és 5400 évvel ezelőtt. Az elterjedése magába foglalta a mai Brit-szigeteket, Európát, Közép-Ázsiát, Szibéria északi és északkeleti részeit, a Bering-földhídat, valamint Észak-Amerikát Északnyugat-Kanadától egészen Mexikóig.